# Philipp Engelhardt
Philipp August Lorenz Engelhardt (* 10. Juni 1866 in Dresden; † 1951 in Bayrischzell) war ein deutscher Offizier.

## Leben
Engelhardt trat nach dem Abitur in das Königlich Bayerische 1. Pionierbataillon in Ingolstadt ein und besuchte anschließend einen zweijährigen Lehrgang an der Königlich Bayerischen Artillerie- und Ingenieur-Schule in München. 1893 wechselte er zur Schutztruppe in Deutsch-Ostafrika; zuletzt war er dort Stationschef und Bezirksamtmann. 1899 kehrte er nach Deutschland zurück und studierte in Göttingen, München und am Seminar für Orientalische Sprachen in Berlin. 1900 wurde er Leiter der Südkamerun-Expedition und war, gemeinsam mit Oskar Förster und weiteren, im Gebiet der Flüsse Sangha, Ngoko und Kampo, mit der Grenzvermessung beauftragt. Im Frühjahr 1903 wurde er Pressereferent im Reichskolonialamt. Ab 1907 war er politischer Referent des damaligen Gouverneurs von Kamerun Jesko von Puttkamer und gleichzeitig Bezirksamtmann von Kribi. 1908 heiratete er Elisabeth von Gustedt, mit der er 1914 die Tochter Juliane bekam.
1909 kehrte er endgültig nach Deutschland zurück und wurde Kommandeur des Königlich Bayerischen 2. Pionierbataillons in Speyer. 1913 wurde er Inspekteur des Militär-, Luft- und Kraftfahrzeugwesen in München. Zu Beginn des Ersten Weltkriegs war er als Oberstleutnant Kommandeur des Königlich Bayerischen 16. Reserve-Infanterie-Regiments. Am 17. November 1914 wurde Engelhardt bei der Ersten Flandernschlacht schwer verwundet. Der Regimentsgefechtsstand wurde durch einen Volltreffer komplett zerstört. Nach seiner Entlassung aus dem Lazarett wurde Engelhardt 1917 als General der Pioniere beim Oberkommando der 6. Armee (Deutsches Kaiserreich) eingesetzt. Bei Kriegsende war er in Lothringen Kommandeur der 5. Bayerischen Landwehrbrigade. Nach Kriegsende trat er dem Freikorps Engelhardt (Freiwilligen-Jägerkorps „Erlangen“) bei und wurde Führer einer Grenzschutztruppe an der tschechischen Grenze. Er schied am 31. März 1920 als Generalmajor aus der Vorläufigen Reichswehr aus. Im gleichen Jahr ließ er sich von seiner Frau scheiden.
Nach seinem Ausscheiden übernahm Engelhardt 1920 die Leitung der Auswandererberatungsstelle in München. Von 1922 bis 1924 war er außerdem der ehrenamtliche Vorsitzende der Deutschen Kolonialgesellschaft, Abteilung München.
Nach dem Hitlerputsch 1923 setzte er sich gegen die Ausweisung von Adolf Hitler ein.